# Зелюкина, Татьяна Сергеевна
Татья́на Серге́евна Зелю́кина — советский и российский музейный работник, искусствовед. Кандидат искусствоведения, научный сотрудник Государственной Третьяковской галереи.

## Биография
Еще будучи ученицей 40 средней школы г.Риги  Зелюкина увлекалась театром, кино и историей искусства. Большое влияние в выборе профессии  оказали  родственники Зелюкиной - искусствоведы:  Колесникова  Дина Михайловна, преподаватель Киевского государственного художественного института (родная тетка) и её муж Факторович Михаил Давыдович, кандидат искусствоведения, зам.директора Киевского музея русского искусства.  Двоюродный брат Кутырев Эдуард Иванович - доктор геолого-минералогических наук (1981), лауреат Государственной премии СССР (1986), писатель и поэт, мнению которого Зелюкина постоянно прислушивалась (ещё с детства он был для неё авторитетом). Э.И.Кутырев настоятельно  рекомендовал заняться научно-исследовательской работой в области теории и истории изобразительного искусства; М.Д.Факторович поддерживал и консультировал в научно-исследовательских изысканиях.
Кандидат искусствоведения, научный  сотрудник Государственной Третьяковской галереи. Хранитель фонда живописи  «Достояние национальностей» Государственной Третьяковской галереи. До 1986 года - научный сотрудник Государственного Художественного музея Латвийской ССР, преподаватель филологического факульета Латвийского государственного университета имени Петра Стучки.

## В кино
- Татьяна Зелюкина — научный консультант и соавтор съемочного коллектива документально-постановочного фильма «Клуцис — неправильный латыш» (латыш. «Klucis — nepareizais latvietis») режиссёра Петериса Крылова — латвийская киностудия Vides Filmu Studija, при участии французской студии Vivement Lundi и греческой ERT, 2008 — 90 мин.

## Награды
- Крест Признания 4 степени (14 октября 2008 года, Латвия)[3].
- Почётная грамота Министерства культуры Российской Федерации (2007).